# Hol (wędkarstwo)
Hol (holowanie) – faza łowienia ryb w wędkarstwie, rozpoczynająca się zacięciem, a kończąca lądowaniem.
Holowanie polega na przyciągnięciu ryby z zachowaniem w miarę stałego napięcia żyłki (utrzymaniu nieprzerwanego kontaktu ze zwierzęciem) i na prowadzeniu ryby z dala od wszelkich przeszkód, co zapobiega zerwaniu lub zaplątaniu żyłki. Hol może odbywać się w głębi wody (dotyczy to zwłaszcza łososiowatych) lub przy jej powierzchni (np. węgorz lub mniejsze karpiowate). Holowanie dzielone jest także na siłowe (intensywne) lub z uchodzeniem (zmęczeniem) ryby, aż do momentu kiedy może ona lądować bez szkody dla zestawu wędkarskiego.